# Landtagswahl in Sachsen-Anhalt 2011
- Linke: 29
- SPD: 26
- Grüne: 9
- CDU: 41

- Regierung: 67
- Opposition: 38

Bei der Landtagswahl in Sachsen-Anhalt 2011 am 20. März 2011 wurde der 6. Landtag von Sachsen-Anhalt gewählt. Sie fand eine Woche vor der Landtagswahl in Rheinland-Pfalz und der Landtagswahl in Baden-Württemberg sowie den Kommunalwahlen in Hessen statt.

## Ausgangslage

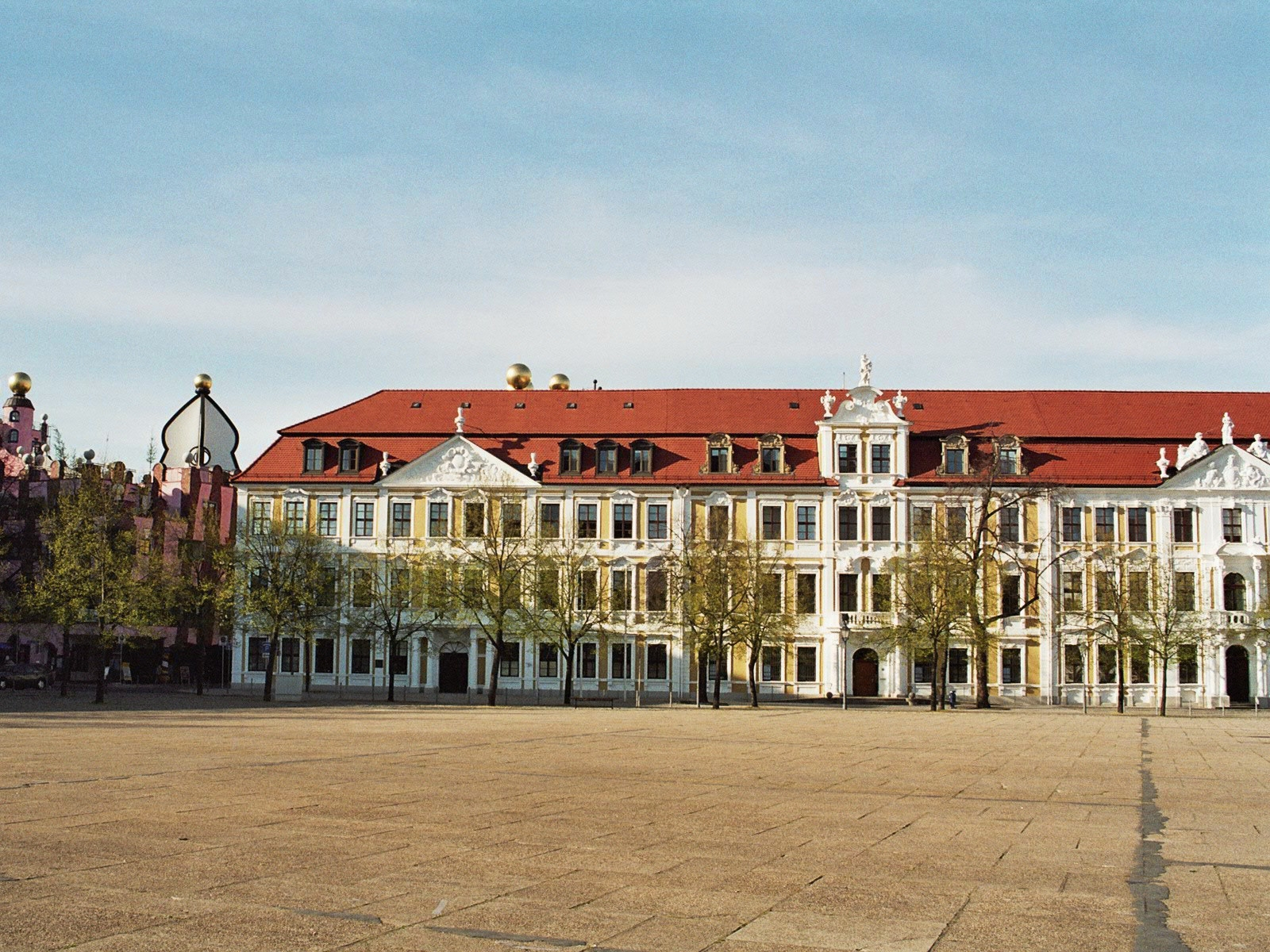
Landtag von Sachsen-Anhalt am Domplatz in Magdeburg

Nach der Landtagswahl in Sachsen-Anhalt 2006 wurde die bis dahin regierende Koalition aus CDU und FDP durch eine von der CDU unter Ministerpräsident Wolfgang Böhmer geführte CDU-SPD-Koalition abgelöst. Der seit 2002 amtierende Ministerpräsident Böhmer kündigte bereits frühzeitig an, für eine weitere Legislaturperiode nicht mehr zur Verfügung zu stehen. Ein CDU-Landesparteitag nominierte im März 2010 einstimmig den damaligen Wirtschaftsminister Reiner Haseloff zum Spitzenkandidaten für die Landtagswahl. Böhmer blieb jedoch bis zur Wahl im Amt.
Für die SPD trat der bisherige stellvertretende Ministerpräsident und Finanzminister Jens Bullerjahn als Spitzenkandidat an. Die Linke als zweitstärkste Kraft im Landtag ging mit Wulf Gallert ins Rennen und erhoffte sich, den ersten linken Ministerpräsidenten zu stellen. Neben diesen drei Parteien war außerdem die FDP im Landtag vertreten, die nach den Umfrageergebnissen um ihren Wiedereinzug bangen musste. Die seit 1998 im Landtag nicht mehr vertretene Partei Bündnis 90/Die Grünen erreichte bei der Europawahl 2009 und bei der Bundestagswahl 2009 in Sachsen-Anhalt mehr als fünf Prozent Stimmenanteil und hoffte auf den Wiedereinzug in den Landtag. Bis zum Wahltag war es unsicher, ob die rechtsextreme NPD die Chance auf einen Einzug in den Landtag haben würde.

## Parteien
Folgende Parteien nahmen an der Wahl teil:
| Partei                                                           | Kürzel           | % 2006 | Spitzenkandidat/-in | Wahlkreis- bewerber | Mitgliederzahl |
| ---------------------------------------------------------------- | ---------------- | ------ | ------------------- | ------------------- | -------------- |
| Christlich Demokratische Union                                   | CDU              | 36,2 % | Reiner Haseloff     | 45                  | 8.370          |
| Die Linke                                                        | DIE LINKE        | 24,1 % | Wulf Gallert        | 45                  | 5.427          |
| Sozialdemokratische Partei Deutschlands                          | SPD              | 21,4 % | Jens Bullerjahn     | 45                  | 4.165          |
| Freie Demokratische Partei                                       | FDP              | 6,7 %  | Veit Wolpert        | 44                  | 1.920          |
| Bündnis 90/Die Grünen                                            | GRÜNE            | 3,6 %  | Claudia Dalbert     | 45                  | 600            |
| Freie Wähler                                                     | FREIE WÄHLER     | (1)    | Frank Stolzenberg   | 35                  | 6.000          |
| Kommunistische Partei Deutschlands                               | KPD              | (2)    | Siegfried Kutschick | 1                   | 50             |
| Marxistisch-Leninistische Partei Deutschlands                    | MLPD             | 0,5 %  | Monika Kuske        | 6                   |                |
| Nationaldemokratische Partei Deutschlands                        | NPD              | -      | Matthias Heyder     | 37                  | 260            |
| Ökologisch-Demokratische Partei                                  | ödp              | (3)    | Jens Rehmann        | 1                   | 64             |
| Partei Mensch Umwelt Tierschutz                                  | Tierschutzpartei | (3)    | Josef Fassl         | -                   | 97             |
| Piratenpartei Deutschland                                        | PIRATEN          | -      | Alexander Magnus    | 5                   | 200            |
| Sarazzistische Partei – für Volksentscheide SPV Atom-Stuttgart21 | SPV              | -      | Manfred Kriesel     | -                   | 84             |

(1) 0,5 % für die Bund der Bürgerinitiativen und Freie Wähler Sachsen-Anhalt

(2) 0,1 % für die Listenverbindung Deutsche Kommunistische Partei/Kommunistische Partei Deutschlands

(3) 0,8 % für die Listenverbindung Graue Panther/Ökologisch-Demokratische Partei/Tierschutzpartei
Parteien, die bisher nicht im Landtag oder mit einem in Sachsen-Anhalt gewählten Abgeordneten im Bundestag vertreten waren, mussten bis zum 31. Januar 2011 mindestens 1000 Unterschriften zur Unterstützung ihrer Wahlvorschläge gesammelt haben, um endgültig zur Wahl zugelassen zu werden. Der Wahlvorschlag der Allianz für Bürgerrechte-AfB wurde nicht zur Wahl zugelassen. Die DKP und Die Republikaner hatten ihre Beteiligung an der Wahl zwar angezeigt, dann jedoch keinen Landeswahlvorschlag eingereicht.

## Wahlkampf
Eine Besonderheit im Wahlkampf stellte die ungewöhnliche Situation dar, dass der aktuelle Ministerpräsident nicht kandidierte und so keiner der Spitzenkandidaten über einen besonderen Amtsbonus verfügte. CDU, SPD und Linke stellten im Wahlkampf ihre jeweiligen Spitzenkandidaten heraus. Der Wahlkampf wurde von den Medien als „Kuschelwahlkampf“ umschrieben. CDU und SPD betonten jeweils ihre bisherige Zusammenarbeit in der CDU/SPD-Koalition. Wolfgang Böhmer (CDU) trat sogar auf einer SPD-Veranstaltung im Mansfelder Land gemeinsam mit dem SPD-Spitzenkandidaten Bullerjahn auf. In der Diskussion über mögliche Koalitionen schloss die SPD eine gemeinsame Regierung mit der Linken zwar nicht aus, lehnte jedoch einen Linken-Ministerpräsidenten ab. Da die SPD zunächst in Umfragen deutlich hinter der Linkspartei lag und diese auf der Stellung eines Ministerpräsidenten bestand, war eine andere Koalition als CDU/SPD zunächst unwahrscheinlich. Dies umso mehr, als Bündnisse wie CDU/FDP und SPD/Grüne aufgrund der Umfragewerte nicht möglich erschienen. Im Verlauf des Wahlkampfes gingen jedoch die Umfragewerte der Linkspartei zurück, während die der SPD stiegen, bis kurz vor der Wahl beide Parteien etwa gleichauf lagen. Dies veränderte auch die Koalitionsoptionen, da ein SPD/Linke-Bündnis nun möglich erschien. Die Grünen ließen ihre Bereitschaft erkennen, ein rot-rot-grünes Bündnis einzugehen. Der Wahlkampf gewann nun auch zwischen CDU und SPD etwas an Schärfe.

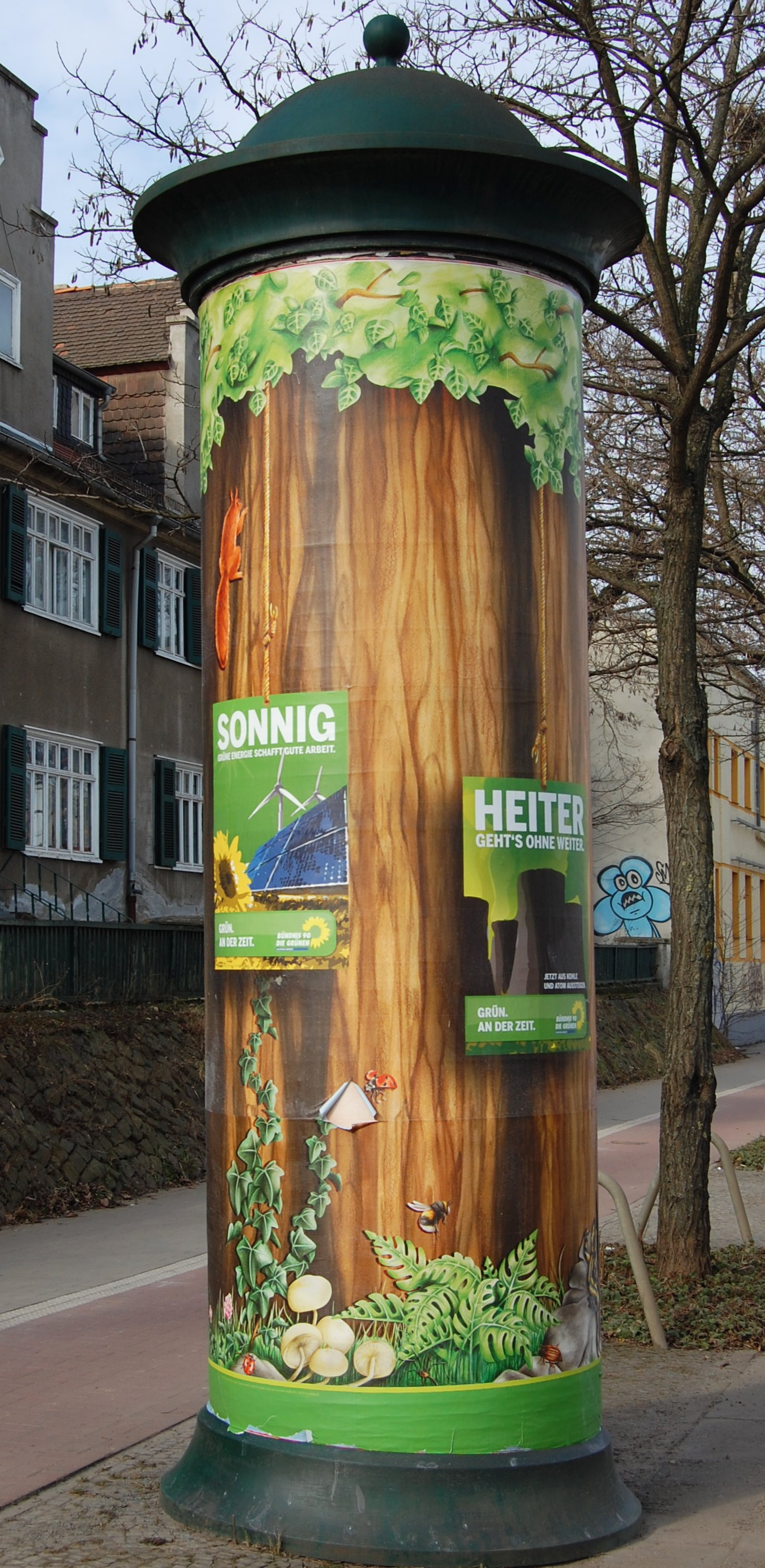
Litfaßsäulen-Werbung der Grünen in Magdeburg-Buckau

Landesthemen waren im Wahlkampf trotzdem insgesamt nur wenig zugespitzt. Thematisiert wurde die Bildungspolitik. SPD, Linke und Grüne wollten eine Reform hin zu längerem gemeinsamem Lernen. CDU und FDP sprachen sich für eine Verbleib beim bisherigen Bildungssystem aus. Die Grünen thematisierten darüber hinaus den Klimaschutz und die Förderung alternativer Energien sowie dadurch erhoffte positive Effekte auf dem Arbeitsmarkt. Strittig zwischen den Parteien war die Durchführung von Infrastrukturprojekten wie dem Bau des Saalekanals und dem Ausbau der Elbe. Die CDU betonte ihre Tätigkeit in der Regierung und stellte ihre damit begründete Erfahrung heraus und setzte sich für eine Fortsetzung der Regierungsführung ein. Umstritten zwischen SPD, Linkspartei und Grünen einerseits und CDU und FDP andererseits war die Frage nach der Einführung von Mindestlöhnen. Diskutiert wurde auch der Rechtsextremismus, dies insbesondere im Hinblick auf die im Laufe des Wahlkampfs besser gewordenen Umfragewerte der NPD, die kurz vor der Wahl bei 5 % lagen. Die als rechtsextremistisch eingestufte NPD versuchte sich im Wahlkampf ein bürgerliches Image zu geben und nahm eine intensive Plakatierung vor. Kurz vor der Wahl nahm die Staatsanwaltschaft gegen den NPD-Spitzenkandidaten Matthias Heyder Ermittlungen auf. Ihm wurde vorgeworfen, in internen E-Mails und Forenbeiträgen unter dem Pseudonym Junker Jörg im Internet Anleitungen zum Bombenbau gegeben und zur „Schändung“ von zur Linkspartei gehörenden Frauen aufgerufen zu haben. Die Vorwürfe beruhten auf Berichten eines Mitarbeiters der Redaktion tagesschau.de, der ihm zugespielte Daten der NPD ausgewertet hatte. Für Irritationen innerhalb der SPD sorgte eine Initiative der Dessauer Direktkandidaten von SPD und Grünen, die zu einem Stimmensplitting Erststimme SPD und Zweitstimme Grüne aufriefen.
Überlagert wurde der Wahlkampf von überregionalen und internationalen Ereignissen. In der Frühphase des Wahlkampfes hatten die Ereignisse um Stuttgart 21 eine Wirkung, die insbesondere den Grünen zunächst zu hohen Umfragewerten verhalf. Die FDP geriet zum Jahreswechsel durch die Diskussion um Forderungen nach einem Rücktritt ihres Parteivorsitzenden Guido Westerwelle unter Druck. Bis zur Wahl erzielte sie in Umfragen dann nur noch Werte unter oder bis zu 5 %. Für die Linkspartei erwies sich die von der Bundesvorsitzenden Gesine Lötzsch ausgelöste Debatte um den Kommunismus als politisches Ziel als schwierig. Der sachsen-anhaltische Landesverband distanzierte sich vom Ziel des Kommunismus, wobei einzelne Linke-Politiker die Diskussion als positiv begrüßten. Stark beachtet wurde auch die Plagiatsaffäre um den Bundesverteidigungsminister Karl-Theodor zu Guttenberg. Auch die von der CDU/FDP-Bundesregierung veranlasste Einführung des neuen Kraftstoffes E10 führte zu Diskussionen. Etwas mehr als eine Woche vor der Wahl ereignete sich in Japan ein schweres Erdbeben mit nachfolgendem verheerendem Tsunami, was zu einer Serie von Nuklearunfällen im japanischen Kernkraftwerk Fukushima Daiichi führte. Dadurch wurde die deutsche Atom- und Energiepolitik auch zum Thema des Landtagswahlkampfes in Sachsen-Anhalt. Am Tag vor der Wahl begann der Internationale Militäreinsatz in Libyen, so dass in der politischen Debatte auch die Frage der deutschen Haltung hierzu und der Berechtigung des Einsatzes militärischer Gewalt diskutiert wurde.
Bei den Wahlkampfmitteln herrschten die klassischen Werbemittel vor. Auffällig war eine von den Grünen großflächig eingesetzte Werbung an Litfaßsäulen, die die Säule auffällig als Baum gestaltete, an dem Wahlplakate der Grünen angeheftet waren. Die Parteien widmeten auch dem Wahlkampf im Internet eine größere Aufmerksamkeit und setzten soziale Netzwerke und Microblogging-Dienst wie Facebook und Twitter ein.
Parallel zu den Landtagswahlen fanden in mehreren Gemeinden kommunale Wahlen statt. In Magdeburg erfolgte ein Bürgerentscheid zur Frage des Wiederaufbaus der Ulrichskirche.

## Umfragen
Parteien

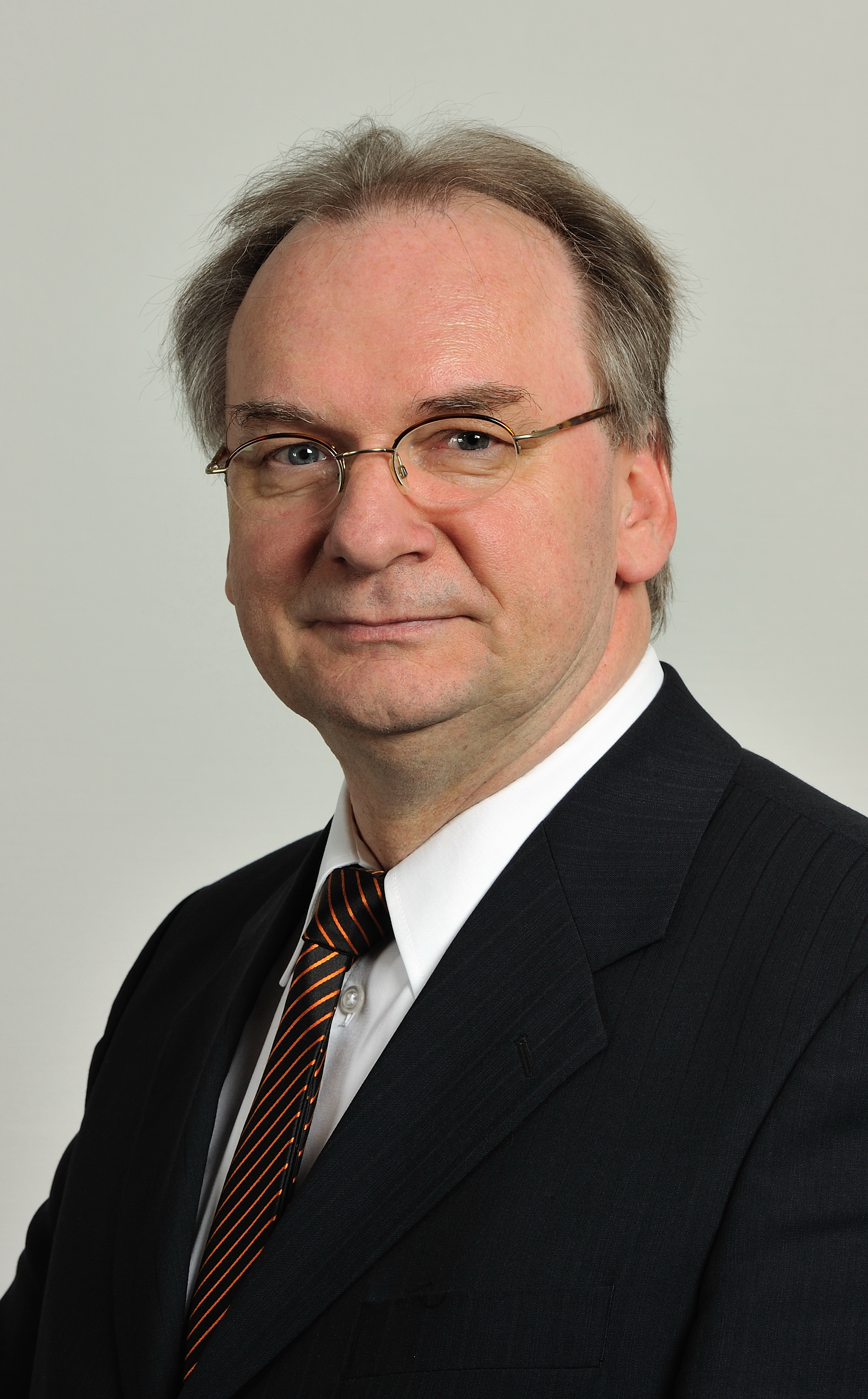
Spitzenkandidat der CDU: Reiner Haseloff

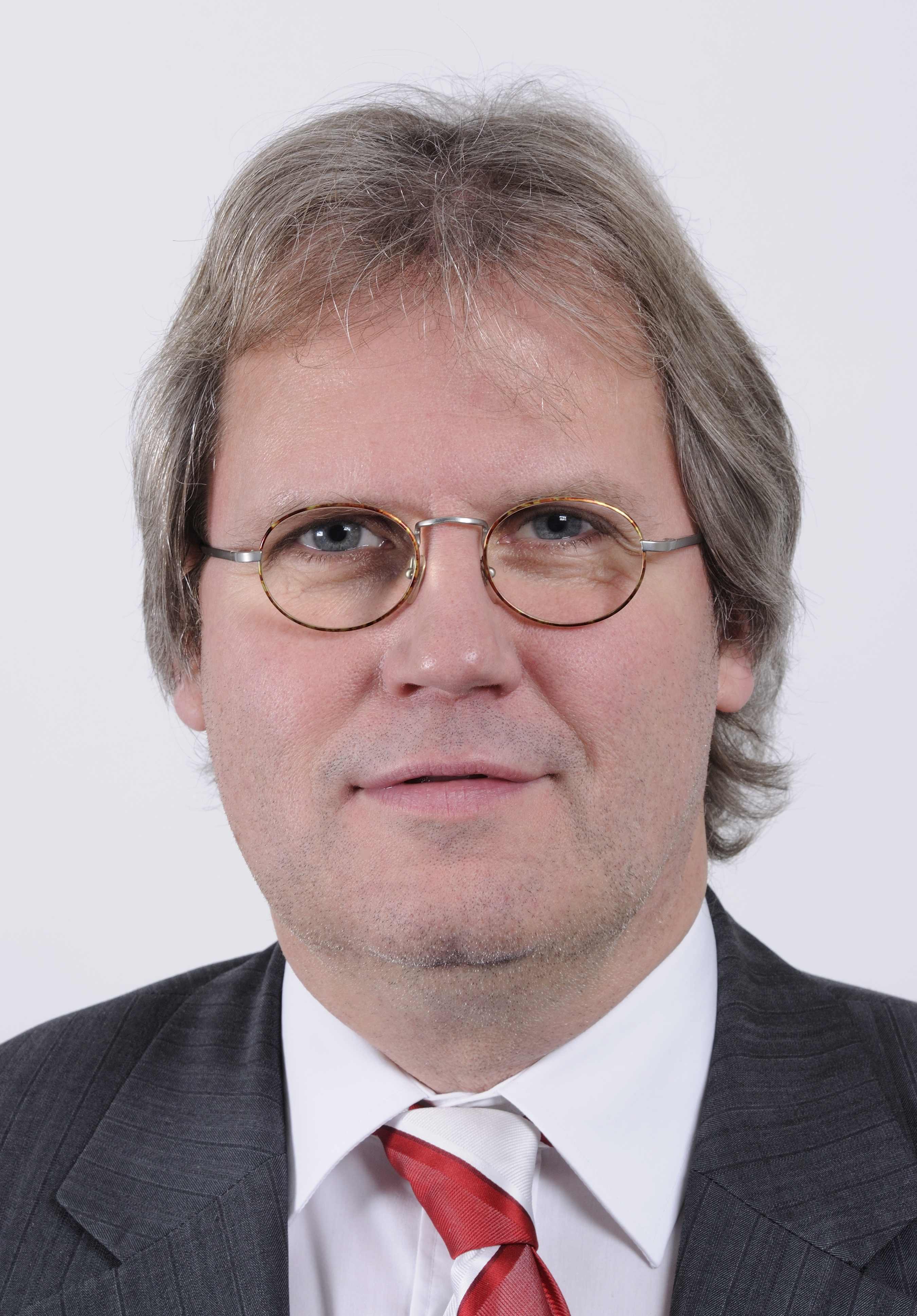
Spitzenkandidat der SPD: Jens Bullerjahn

Mehrere Meinungsforschungsinstitute führten im Vorfeld der Landtagswahl repräsentative Wahlabsichtsbefragungen durch.
| Institut                | Datum      | CDU  | LINKE | SPD  | FDP    | GRÜNE  | NPD  | Sonstige |
| ----------------------- | ---------- | ---- | ----- | ---- | ------ | ------ | ---- | -------- |
| Forschungsgruppe Wahlen | 11.03.2011 | 32 % | 24 %  | 24 % | 05 %   | 05 %   | 05 % | 05 %     |
| Infratest dimap         | 10.03.2011 | 33 % | 25 %  | 24 % | 04,5 % | 05,5 % | 05 % | 03 %     |
| Emnid                   | 20.02.2011 | 31 % | 27 %  | 22 % | 05 %   | 07 %   | 05 % | 03 %     |
| Infratest dimap         | 17.02.2011 | 32 % | 26 %  | 23 % | 05 %   | 07 %   | 04 % | 03 %     |
| Infratest dimap         | 20.01.2011 | 32 % | 28 %  | 22 % | 04 %   | 08 %   | 03 % | 03 %     |
| Infratest dimap         | 23.09.2010 | 30 % | 30 %  | 21 % | 05 %   | 09 %   | –    | 05 %     |
| Emnid                   | 25.08.2010 | 30 % | 27 %  | 22 % | 05 %   | 07 %   | –    | 09 %     |
| Infratest dimap         | 17.03.2010 | 34 % | 29 %  | 20 % | 08 %   | 05 %   | –    | 04 %     |

Ministerpräsident
Es wurde auch die Frage gestellt, wen die Sachsen-Anhalter zum Ministerpräsidenten wählen würden, wenn sie ihn direkt wählen könnten.
| Institut                | Datum      | Bullerjahn (SPD) | Haseloff (CDU) | Gallert (LINKE) | andere(r) | weiß nicht |
| ----------------------- | ---------- | ---------------- | -------------- | --------------- | --------- | ---------- |
| Infratest dimap         | 20.03.2011 | 46 %             | 36 %           | ?               | ?         | ?          |
| Forschungsgruppe Wahlen | 20.03.2011 | 32 %             | 29 %           | 11 %            | ?         | ?          |
| Forschungsgruppe Wahlen | 11.03.2011 | 32 %             | 30 %           | 7 %             | 7 %       | 24 %       |
| Infratest dimap         | 17.02.2011 | 27 %             | 24 %           | 10 %            | 14 %      | 25 %       |
| Infratest dimap         | 20.01.2011 | 41 %             | 34 %           | ?               | ?         | ?          |

## Wahlverfahren
Jeder Wahlberechtigte hatte Erst- und Zweitstimme wie bei Bundestagswahlen. Nur Parteien, die zumindest 5 % der Zweitstimmen erreichten, konnten in den Landtag einziehen.
Gewählt wurden mindestens 91 Abgeordnete, davon 45 in Wahlkreisen. Die Zahl konnte sich durch Überhang- und Ausgleichsmandate erhöhen.

## Wahlergebnis
| Listen                          | Listen            | Erststimmen | Erststimmen | Erststimmen | Erststimmen | Zweitstimmen | Zweitstimmen | Zweitstimmen | Zweitstimmen | Mandate | Mandate |
| Listen                          | Listen            | Stimmen     | %           | +/-         | Mandate     | Stimmen      | %            | +/-          | Mandate      | Anzahl  | +/-     |
| ------------------------------- | ----------------- | ----------- | ----------- | ----------- | ----------- | ------------ | ------------ | ------------ | ------------ | ------- | ------- |
|                                 | CDU               | 339.869     | 34,3        | –1,3        | 41          | 323.019      | 32,5         | –3,7         | –            | 41      | +1      |
|                                 | Die Linke         | 243.589     | 24,6        | –0,6        | 3           | 235.011      | 23,7         | –0,4         | 26           | 29      | +3      |
|                                 | SPD               | 214.373     | 21,6        | –1,7        | 1           | 213.611      | 21,5         | +0,1         | 25           | 26      | +2      |
|                                 | Grüne             | 66.126      | 6,7         | +2,3        | –           | 70.922       | 7,1          | +3,6         | 9            | 9       | +9      |
|                                 | NPD               | 35.883      | 3,6         | N/A         | –           | 45.826       | 4,6          | N/A          | –            | –       | –       |
|                                 | FDP               | 34.940      | 3,5         | –4,1        | –           | 38.173       | 3,8          | –2,8         | –            | –       | –7      |
|                                 | Freie Wähler      | 48.356      | 4,9         | N/A         | –           | 28.193       | 2,8          | N/A          | –            | –       | –       |
|                                 | Tierschutzpartei  | –           | –           | N/A         | –           | 15.724       | 1,6          | N/A          | –            | –       | –       |
|                                 | Piraten           | 3.923       | 0,4         | N/A         | –           | 13.828       | 1,4          | N/A          | –            | –       | –       |
|                                 | SPV               | –           | –           | N/A         | –           | 3.722        | 0,4          | N/A          | –            | –       | –       |
|                                 | MLPD              | 926         | 0,1         | –0,1        | –           | 2.321        | 0,2          | –0,2         | –            | –       | –       |
|                                 | KPD               | 235         | 0,0         | N/A         | –           | 1.653        | 0,2          | N/A          | –            | –       | –       |
|                                 | ÖDP               | 420         | 0,0         | N/A         | –           | 1.499        | 0,2          | N/A          | –            | –       | –       |
|                                 | Einzelbewerber    | 2.546       | 0,3         | –0,4        | –           | –            | –            | –            | –            | –       | –       |
| Gesamt                          | Gesamt            | 991.186     | 100         |             | 45          | 993.502      | 100          |              | 60           | 105     | +8      |
|                                 |                   |             |             |             |             |              |              |              |              |         |         |
| Ungültige Stimmen               | Ungültige Stimmen | 26.316      | 2,6         | –0,4        |             | 24.000       | 2,4          | +0,1         |              |         |         |
| Wähler                          | Wähler            | 1.017.502   | 51,2        | +6,8        |             | 1.017.502    | 51,2         | +6,8         |              |         |         |
| Wahlberechtigte                 | Wahlberechtigte   | 1.988.172   |             |             |             | 1.988.172    |              |              |              |         |         |
|                                 |                   |             |             |             |             |              |              |              |              |         |         |
| Quelle: Statistisches Landesamt |                   |             |             |             |             |              |              |              |              |         |         |

Wahlkreisgewinner nach Parteizugehörigkeit

Die CDU erhielt sechs Überhangmandate, die übrigen Parteien bekamen acht Ausgleichsmandate (Linke vier, SPD drei, Grüne eins). Dadurch vergrößerte sich der Landtag von 91 auf 105 Abgeordnete.
Die Landtagswahl ergab bei den drei großen Parteien CDU, Die Linke und SPD keine großen Veränderungen. Das Ergebnis war geprägt davon, dass sich die Mehrheit der Wahlberechtigten Umfragen zufolge eine Fortsetzung der CDU-SPD-Koalition gewünscht hatte, nachdem es bisher nach jeder Landtagswahl einen Regierungswechsel gegeben hatte. Die CDU verlor 3,7 Prozentpunkte, blieb aber mit 32,5 Prozent deutlich stärkste Kraft. Die Stimmenanteile der Linken und der SPD blieben praktisch unverändert bei 23,7 und 21,5 Prozent. Die Linke wurde damit wieder stärker als die SPD. Nach der Koalitionsaussage der SPD war allerdings ein rot-rotes Bündnis unter einem Ministerpräsidenten der Linken ausgeschlossen.
Die FDP verlor deutlich und schied mit einem Ergebnis von 3,8 Prozent (−2,9) aus dem Landtag aus. Die Grünen konnten ihren Stimmenanteil hingegen auf 7,1 Prozent verdoppeln und zogen damit erstmals seit 1994 wieder in den Landtag ein. Wahlforscher sahen das gute Abschneiden der Grünen vor allem im Zusammenhang mit dem Thema Energiepolitik, das nach den atomaren Störfällen in Japan an Bedeutung gewonnen hatte. Gleichermaßen wurden die Verluste von CDU und FDP, die sich zusammen auf 6,6 Prozent belaufen, insbesondere darauf zurückgeführt, dass die Wende in der Atompolitik der Bundesregierung von vielen Wählern für unglaubwürdig gehalten wurde.
Die rechtsextreme NPD, die ihre Ressourcen auf den Wahlkampf in Sachsen-Anhalt ausgerichtet hatte, erreichte aus dem Stand 4,6 Prozent und verfehlte damit den Einzug in den Landtag. 2006 hatte die inzwischen in der NPD aufgegangene DVU 3,0 % der Stimmen erreicht. Alle Parteien, die an der Fünf-Prozent-Hürde scheiterten, machen zusammen 15,2 Prozent der Stimmen aus. Unter diesen kamen neben der NPD und der FDP noch die Freien Wähler (2,8 Prozent), die Tierschutzpartei (1,6 Prozent) und die Piratenpartei (1,4 Prozent) über die für die Parteienfinanzierung wichtige Ein-Prozent-Hürde.
Die Wahlbeteiligung stieg deutlich auf 51,2 Prozent, nachdem sie bei der vorangegangenen Landtagswahl nur 44,4 Prozent betragen hatte. 2006 wurde damit in Sachsen-Anhalt die historisch niedrigste Beteiligung aller deutschen Landtagswahlen erreicht, bei der Wahl 2011 handelt es sich um das insgesamt zweitniedrigste Ergebnis.

## Regierungsbildung
| Mögliche Koalition               | Sitze |
| -------------------------------- | ----- |
| Sitze gesamt                     | 105   |
| Absolute Mehrheit (ab 53 Sitzen) |       |
| CDU, SPD                         | 67    |
| Linke, SPD                       | 55    |

Die Koalition aus CDU und SPD wurde fortgesetzt. Am 19. April 2011 wurde Reiner Haseloff als Nachfolger von Wolfgang Böhmer zum Ministerpräsidenten gewählt. Außer ihm gehörten der neuen Regierung vier CDU und vier SPD-Minister an.